# Caution (머라이어 캐리의 음반)
《Caution》은 미국의 가수 머라이어 캐리의 열다섯 번째 정규 앨범으로, 2018년 11월 16일 에픽 레코드를 통해 발매되었다. 이 앨범은 캐리가 에픽에서 발표한 유일한 정규 앨범이기도 하다. 4년 만에 발표된 정규 앨범인 《Caution》에는 타이 달라 사인, 슬릭 릭, 블러드 오렌지, 거너 등이 참여했으며, 다양한 프로듀서들과 협업해 완성되었다. 음악적으로는 알앤비, 팝, 힙합 요소가 혼합된 작품이다. 앨범은 〈With You〉, 〈A No No〉, 〈Portrait〉 등의 싱글과 여러 프로모션 싱글들을 통해 홍보되었으며, 〈Portrait〉는 2024년 5월 세 가지 리믹스와 함께 세 번째 싱글로 재발매되었다.
이 앨범은 미국 《빌보드》 200 차트에서 첫 주 5만 1천 장의 앨범 환산 유닛을 기록하며 5위로 데뷔했으나, 그 외 지역에서는 비교적 온건한 성과를 보여 오스트레일리아, 캐나다, 이탈리아, 일본, 영국 등에서 톱 40에 진입하는 데 그쳤다. 《Caution》은 비평적으로는 큰 호평을 받았으며, 다수의 평론가들은 이 앨범을 캐리의 10년 만에 가장 응집력 있는 작품이라 평가했다. 또한 2018년 여러 매체의 연말 결산 음악 목록에 이름을 올렸다. 캐리는 이 앨범을 홍보하기 위해 Caution World Tour를 진행했다.

## 곡 목록
| #            | 제목                                             | 작사                                                                                                  | 작곡                                                                                                  | 편곡                                                           | 재생 시간 |
| ------------ | ------------------------------------------------ | --- | --- | -------------------------------------------------------------- | --------- |
| 1.           | 〈GTFO〉                                         | 머라이어 캐리 나인틴85 조던 맨스웰 비비 보릴리 포터 로빈슨                                            | 머라이어 캐리 나인틴85 조던 맨스웰 비비 보릴리 포터 로빈슨                                            | 머라이어 캐리 나인틴85 조던 맨스웰                             | 3:27      |
| 2.           | 〈With You〉                                     | 머라이어 캐리 찰스 힌쇼 DJ 머스타드 그레그 로리                                                       | 머라이어 캐리 찰스 힌쇼 DJ 머스타드 그레그 로리                                                       | 머라이어 캐리 DJ 머스타드                                      | 3:47      |
| 3.           | 〈Caution〉                                      | 머라이어 캐리 힌쇼 노 I.D. 루카 폴리찌 모하메드 술라이만                                              | 머라이어 캐리 힌쇼 노 I.D. 루카 폴리찌 모하메드 술라이만                                              | 머라이어 캐리 노 I.D. 루카 폴리찌 모하메드 술라이만            | 3:15      |
| 4.           | 〈A No No〉                                      | 머라이어 캐리 쉐 테일러 프리실라 해밀턴 제프 로버 릴 킴 노토리어스 B.I.G. 메이스 캄론 안드레아오 허드 | 머라이어 캐리 쉐 테일러 프리실라 해밀턴 제프 로버 릴 킴 노토리어스 B.I.G. 메이스 캄론 안드레아오 허드 | 머라이어 캐리 쉐 테일러 저메인 듀프리                          | 3:07      |
| 5.           | 〈The Distance〉 (ft. 타이 달라 사인)            | 머라이어 캐리 스크릴렉스 페더 로스네고르드 제이슨 보이드 타이 달라 사인                               | 머라이어 캐리 스크릴렉스 페더 로스네고르드 제이슨 보이드 타이 달라 사인                               | 머라이어 캐리 스크릴렉스 페더 로스네고르드 제이슨 보이드       | 3:27      |
| 6.           | 〈Giving Me Life〉 (ft. 슬릭 릭 · 블러드 오렌지) | 머라이어 캐리 슬릭 릭 블러드 오렌지                                                                   | 머라이어 캐리 슬릭 릭 블러드 오렌지                                                                   | 머라이어 캐리 블러드 오렌지                                    | 6:08      |
| 7.           | 〈One Mo' Gen〉                                  | 머라이어 캐리 프레데리크 볼 에보니 오순린드 보이드                                                    | 머라이어 캐리 프레데리크 볼 에보니 오순린드 보이드                                                    | 머라이어 캐리 프레데리크 볼 에보니 오순린드                    | 3:25      |
| 8.           | 〈8th Grade〉                                    | 머라이어 캐리 보이드 안겔 로페즈 라랑스 도슨 페데리코 빈데버 팀발랜드                                 | 머라이어 캐리 보이드 안겔 로페즈 라랑스 도슨 페데리코 빈데버 팀발랜드                                 | 머라이어 캐리 안겔 로페즈 라랑스 도슨 페데리코 빈데버 팀발랜드 | 4:48      |
| 9.           | 〈Stay Long Love You〉                           | 머라이어 캐리 더 스테레오타이프 군나                                                                  | 머라이어 캐리 더 스테레오타이프 군나                                                                  | 머라이어 캐리 더 스테레오타이프                                | 3:01      |
| 10.          | 〈Portrait〉                                     | 머라이어 캐리 다니엘 무어 II                                                                          | 머라이어 캐리 다니엘 무어 II                                                                          | 머라이어 캐리 다니엘 무어 II                                   | 4:01      |
| 총 재생 시간 | 총 재생 시간                                     | 총 재생 시간                                                                                          | 총 재생 시간                                                                                          | 총 재생 시간                                                   | 38:26     |

## 차트

### 주간 차트
| 차트                    | 최고순위 |
| ----------------------- | -------- |
| 미국 (빌보드 200)       | 5        |
| 일본 (오리콘 앨범 차트) | 30       |